# Cyrulik syberyjski
Cyrulik syberyjski (ros. Сибирский цирюльник) – rosyjsko-francusko-włosko-czeski melodramat z 1998 roku w reżyserii Nikity Michałkowa.
W chwili powstania była to najdroższa produkcja w historii kinematografii rosyjskiej. Zdjęcia kręcono w Moskwie, Niżnym Nowogrodzie, Kostromie, Gorbatowie (obwód niżnonowogrodzki), Kraju Krasnojarskim oraz w portugalskim Setúbal.

## Opis fabuły
Jest rok 1905, Amerykanka Jane Callahan (Julia Ormond) pisze list do swojego syna, kadeta amerykańskiej akademii. Pisząc list Jane wspomina czasy sprzed 20 lat.
Jane przybywa do Rosji, żeby pomóc ekscentrycznemu wynalazcy, konstruktorowi gigantycznej machiny do wyrębu lasu – Douglasowi McCrackenowi (Richard Harris). Podróżując pociągiem Jane spotyka młodego kadeta, Andrieja Tołstoja (Oleg Mieńszykow).
Tołstoj bez pamięci zakochuje się w pięknej i niezwykłej cudzoziemce. Jane wysiada na stacji w Moskwie, gdzie czeka na nią Douglas McCracken. Teraz usiłuje on uzyskać poparcie Wielkiego Księcia, które miałoby ułatwić sprzedaż wynalazku. Aby osiągnąć swój cel, McCracken angażuje Jane. Przedstawiając ją jako swoją córkę, ma nadzieję, iż panna Callahan swym nieodpartym czarem zawróci w głowach urzędników i potencjalnych klientów i skłoni ich do korzystnych decyzji.
W poszukiwaniu Tołstoja Jane odwiedza Szkołę Kadetów. Tam poznaje generała Radłowa (Aleksiej Pietrienko), którego na życzenie McCrackena ma uwieść. Radłow, typ umysłowo i fizycznie raczej ociężały, ulega urokowi pięknej Amerykanki i zamierza jej się oświadczyć. Zabiera ze sobą Tołstoja. Miotany gwałtownymi emocjami Andriej wyznaje miłość Jane.